# Musulmán

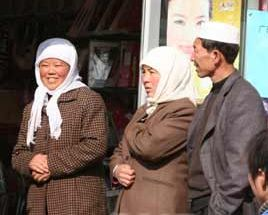
Musulmanes chinos de etnia hui.

Un musulmán (en árabe: مُسْلِم‎, romanizado: muslim, lit. 'Que se somete', ) es quien acepta las creencias islámicas, es decir, quien cree en un único Dios y además en el profeta Mahoma como mensajero de Dios.
Quien quiera que pronuncie las siguientes dos frases de profesión de fe en árabe: «Ash-hadu an-la ilaha il-la Al-lah» («Doy testimonio de que no hay más dios que Dios») y «Ash-hadu anna Muhammadan rasul Al-lah» («Doy testimonio de que Mahoma es el Mensajero de Dios») entra a la religión islámica. Estas dos frases son el testimonio de fe: en Dios único y en su profeta.  Sin pronunciarlas, una persona está fuera del islam y es contado entre los «ignorantes o infieles». Lo que significa que esta persona no disfrutará de los beneficios, derechos y obligación moral en los que a ser musulmán se refiere.

## Significado y etimología
«Musulmán» es una palabra de origen árabe que significa «el que se entrega voluntariamente» (a Dios) (مُسْلِم). Musulmán es la persona cuyo credo religioso es el islam. La palabra árabe muslim, femenino muslima, significa «el sometido o entregado a la voluntad de Dios». Así, todo aquel que ha aceptado la sumisión a Dios, puede ser llamado musulmán. Por eso profetas anteriores a Mahoma, como Abraham, Moisés y Jesús, así como la Virgen María y otros, son considerados musulmanes por haber aceptado la sumisión a la Voluntad Divina.

Él os llamó 'musulmanes' anteriormente y aquí, para que el Enviado sea testigo de vosotros y que vosotros seáis testigos de los hombres.
Corán 22:78

## Ser musulmán
Ser musulmán consiste, ante todo, en reconocer la unicidad de Dios y aceptar a Mahoma como el último profeta de Dios. Mil ochocientos millones de personas en el mundo creen en estos dos principios.
La mayoría de los musulmanes aceptan como musulmán a una persona que haya pronunciado la profesión de fe. La shahada dice:

No hay más dios que Alá y Mahoma es el mensajero de Alá.

Los musulmanes creen que el islam es la versión completa y universal de la fe primordial que ha sido revelada por medio de profetas anteriores a Mahoma, como Abraham, Moisés, y Jesús. Pero esos mensajes y revelaciones previos han sido en parte alterados a lo largo del tiempo y que El Corán es la última e inalterada revelación de Dios.
Las prácticas religiosas de los musulmanes son enumeradas en «Los Cinco Pilares del Islam», que además de la Shahadah consisten en las oraciones diarias (salat), el ayuno durante el mes islámico del Ramadán (sawm), la limosna (zakat), y la peregrinación a La Meca (hach) al menos una vez en la vida si es posible económicamente.

## Práctica del musulmán
En lo cotidiano la condición de musulmán implica una serie de actos obligatorios: las oraciones diarias prescritas, el ayuno del mes de Ramadán, el pago de una contribución sobre la riqueza, la peregrinación a los lugares santos donde transcurrieron los capítulos más importantes de la historia sagrada del Islam, el combate del Ego, defensa del oprimido y la justicia con base a la equidad.
La oración prescrita se realiza cinco veces al día y es, como dijo el Profeta, el pilar del modo de vida islámico. A través de ella el musulmán se dirige a su Señor sin intermediarios, desde cualquier lugar limpio y tranquilo, en momentos claves de su jornada; y esta incesante renovación del vínculo que lo une al Creador lo mantiene limpio, lo aleja del error, como dice el Corán:

Por cierto que la oración preserva de la iniquidad y la obscenidad
Corán 29:45

El ayuno obligatorio se realiza durante todo el mes de Ramadán, noveno del calendario lunar islámico. Consiste en la abstención rigurosa de comida, bebida y otras satisfacciones sensuales durante las horas de luz diurna. 

Se os ha prescripto el ayuno como fue prescripto a quienes os precedieron...
Corán 2:183

Esta práctica, que siempre formó parte de la enseñanza divina, tiene enormes beneficios para el alma y el cuerpo, educa al hombre en la paciencia y el sacrificio, equipara a ricos y pobres en el hambre y la sed, y sobre todo, apartando al alma de sus apetencias cotidianas y automáticas, la hace volverse hacia lo sublime y la vuelve humilde y agradecida.
La contribución o caridad (zakat) es un reconocimiento de que toda riqueza y provisión emana de Dios, y de que los humanos son responsables ante Él por el uso que hacen de aquello que se les dio. La caridad purifica la riqueza y es para los pobres, los necesitados y para las obras de bien que son la causa de la fe.
La peregrinación es para el musulmán como un retorno al origen, una recreación de la historia sagrada, un sacrificio en procura de la indulgencia divina. Para el musulmán la historia de Adán y Eva, de Abraham e Ismael y del profeta Mahoma conoció hitos fundamentales en la sagrada ciudad de La Meca. Y hacia allí se dirige el creyente a buscar el significado último de su existencia y en procura del perdón de Dios.
El combate o esfuerzo por la causa de Dios: es la defensa activa de la justicia y equidad, como premisa de la fe en su modo de vida.
Y este combate o esfuerzo (Yihad) solo es lícito en legítima defensa de estos valores fundamentales para el individuo y la comunidad. Todo verdadero musulmán es entonces un muyáhid, un combatiente, alguien que se esfuerza por el bien y la justicia, con la palabra o con los hechos, tanto en su sociedad como en la intimidad de su alma.
A estos pilares básicos de la conducta islámica se suman muchos otros, pues el islam propone una ética, una conducta integral y perfecta derivada del ejemplo de los profetas, a la cual no escapan ni los actos más pequeños.
Además de los pilares básicos ya mencionados anteriormente, los musulmanes, en el ramadán (sobre todo los pertenecientes a las ramas de la religión islámica más extremistas) tienen ciertas prohibiciones en algunos hábitos sociales. El ejemplo más claro, es que las musulmanas mujeres no pueden ducharse mientras se encuentren con el periodo o menstruación, cuando esta termina, pueden volver a bañarse y este acto tiene el nombre de Gusl Haid. Mientras que los varones que siguen esta religión no realizan este acto de limpieza durante el Ramadán. 
A su vez, las mujeres musulmanas que se encuentran con la menstruación, no pueden dar vueltas a ningún objeto o persona.

## Primeros musulmanes
Los cuatro primeros conversos al islam fueron: (Fuentes se proporcionan en el artículo de cada Sahabah.)
- Jadiya - Primera persona convertida al islam y primera mujer convertida.
- Ali ibn Abi Tálib - Se puede considerar como primer musulmán nato, no conoció otra forma de adoración más que el islam.
- Zayd ibn Harithah - Uno de los tres primeros en convertirse al islam.
- Abu Bakr - Una de las primeras cuatro personas en convertirse al islam.

Algunos otros primeros musulmanes son:
- Yasir ibn Amir - Uno de los primeros conversos al islam; fue también el segundo mártir del islam.
- Ammar ibn Yasir - Uno de los primeros conversos al islam.
- Sumayyah bint Khabbat - Séptima persona en convertirse al islam; fue el primer mártir del islam.
- Abu Dhar al-Ghifari - Uno de los primeros conversos.
- Sa'd ibn Abi Waqqas - Una de las primeras personas en aceptar el islam.
- Lubaba bint Al-Harith "La Vieja" - Segunda mujer en convertirse al islam.[7]

## En teología islámica
El Corán describe a muchos profetas y mensajeros del judaísmo y el cristianismo, y a sus respectivos seguidores, como musulmanes. Algunos de los mencionados son: Adán, Noé, Abraham, Ismael, Jacob, Moisés y Jesús y sus apóstoles que son todos considerados musulmanes en el Corán El Corán afirma que estos hombres eran musulmanes porque se sometieron a Dios, predicaron Su mensaje y defendieron Sus valores, que incluían la oración, la caridad, el ayuno y la peregrinación. Así, en la Sura 3:52 del Corán, los discípulos de Jesús le dicen: "Creemos en Dios; y vosotros sed nuestro testigo de que somos musulmanes (wa-shahad be anna muslimūn)". En la creencia islámica, antes del Corán, Dios había dado el Tawrat (Torá) a Moisés, el Zabur (Salmos) a David y el Injil (Evangelio) a Jesús, todos ellos considerados importantes profetas musulmanes.

## Población musulmana
En la actualidad, en torno a 1800 millones de personas del planeta profesan la religión instaurada por Mahoma. El grueso de la población musulmana no vive en Oriente Medio sino en la región Asia-Pacífico. De hecho, ninguno de los cinco países con mayor población musulmana se encuentra precisamente en esta zona. Pakistán, con sus 210 millones de musulmanes y que incluimos en el Gran Oriente Medio (concepto en el que agrupamos a todos los países que median entre Marruecos y Pakistán), figura en el tercer lugar de una lista que completan Indonesia (230 millones), la India (211), Bangladés (150), Nigeria (90) y Egipto (80).

## Ramas del islam
Dentro del islam hay varias ramificaciones distintas. La corriente predominante es la del islam suní  que aglutina a prácticamente el 80 % de la población musulmana y hay otras como los chiíes (la escisión) que representan un porcentaje menor en el global de la población musulmana, están concentrados en pocos países. En Irán son la mayoría de la población con diferencia, en países como Irak, Líbano, Baréin, o Yemen representan una parte considerable de la población. Las diferencias entre una corriente y la otra pueden llegar a ser importantes tanto a nivel teológico como doctrinal, además de político. Llegando incluso a ser motivo de continuos conflictos territoriales.
Según la mayoría de las fuentes, suníes y chiíes suponen el 95 % de los 1800 millones de musulmanes que hay en el mundo, con una minoría pequeña miembros de otros grupos islámicos.

## Categoría jurídica
El término también puede corresponder, en algunos países y momentos, a una categoría jurídica determinada. Por ejemplo, la constitución de Yugoslavia, desde una enmienda de 1971, reconoce a los musulmanes -es decir, a los eslavos de tradición musulmana- como una de las nacionalidades constituyentes del país.
En la Argelia colonial, el estatuto de "musulmán autóctono" implicaba la aplicación de un sistema jurídico diferente del derecho común, en particular en materia civil (matrimonio, herencia, etc.). En la práctica, este estatuto era de carácter étnico y político, y no simplemente religioso y civil: así, un "indígena" que se había convertido al catolicismo pero no se había "naturalizado" (es decir, no había adquirido la ciudadanía francesa) seguía siendo considerado jurídicamente como un "musulmán indígena". Confirmando estas disposiciones en 1903, el Tribunal de Apelación de Argel explicó que el término musulmán "no tiene un sentido puramente confesional, sino que se refiere a todos los individuos de origen musulmán que, al no haber sido admitidos al derecho de ciudadanía, han conservado necesariamente su estatuto personal musulmán, sin que sea necesario distinguir si pertenecen o no a la fe mahometana".
En los países en los que el islam es la religión del Estado, la aplicación de textos como la Declaración de los Derechos Humanos en el Islam o la Carta Árabe de Derechos Humanos, que tienden a garantizar que el derecho se base únicamente en la sharia, puede conducir a la imposición de ciertas prescripciones del Islam también a los no musulmanes. Por ejemplo, en algunos de estos países, incluso a los no musulmanes se les prohíbe comer o beber en público durante el periodo de ayuno del Ramadán bajo pena de cárcel.
El propio musulmán puede enfrentarse a incoherencias entre el derecho humano y el divino. Según el ensayista Waleed Al-Husseini, "el Islam rechaza por definición la supremacía de las leyes humanas sobre las divinas". Sin embargo, las publicaciones islámicas hacen hincapié en la obligación del musulmán de someterse tanto a la jurisprudencia del país del que es ciudadano y donde reside, como a su propia religión.